# Beaufort (Luxemburg)
Beaufort (Luxemburgs: Beefort, Duits: Befort) is een dorp en gemeente in het noordoosten van het Groothertogdom Luxemburg, gelegen in het kanton Echternach.
Het dorp ligt in het deel van Luxemburg dat bekendstaat als Klein Zwitserland, nabij het Mullerthal. Toerisme is dan ook een belangrijke bron van inkomsten. Aan de rand van Beaufort ligt de 700 jaar oude kasteelruïne van Burg Beaufort. De vroegere Romeinse legerplaats Aleburg ligt nabij Beaufort.

## Plaatsen in de gemeente
- Beaufort (Beefort)
- Dillingen (Déiljen)
- Grundhof (Grondhaff)

## Demografie

### Ontwikkeling van het inwoneraantal
| Jaar                              | 1947 | 1961 | 1971 | 1982  | 1991  | 2001  | 2002  | 2003  | 2004  | 2005  | 2008  | 2011  | 2014  | 2018  | 2021  |
| --------------------------------- | ---- | ---- | ---- | ----- | ----- | ----- | ----- | ----- | ----- | ----- | ----- | ----- | ----- | ----- | ----- |
| Inwoneraantal                     | 948  | 802  | 819  | 1.202 | 1.466 | 1.551 | 1.615 | 1.642 | 1.664 | 1.774 | 2.025 | 2.180 | 2.412 | 2.801 | 2.901 |
| Opmerking: tellingen op 1 januari |      |      |      |       |       |       |       |       |       |       |       |       |       |       |       |

### Nationaliteit van de inwoners
De gegevens in onderstaande tabel zijn gebaseerd op de volkstelling van 1 januari 2018 en geven de gegevens voor de volledige gemeente weer.
| Rang | Nationaliteit | Aantal | Percentage |
| ---- | ------------- | ------ | ---------- |
| 1    | Luxemburg     | 1496   | 53,4%      |
| 2    | Portugal      | 775    | 27,7%      |
| 3    | Duitsland     | 91     | 3,3%       |
| 4    | Frankrijk     | 73     | 2,6%       |
| 5    | België        | 49     | 1,8%       |
| 6    | Nederland     | 41     | 1,5%       |
| 6    | Syrië         | 41     | 1,5%       |
| 8    | Italië        | 36     | 1,3%       |
|      | andere        | 199    | 7,1%       |

## Fotogalerij

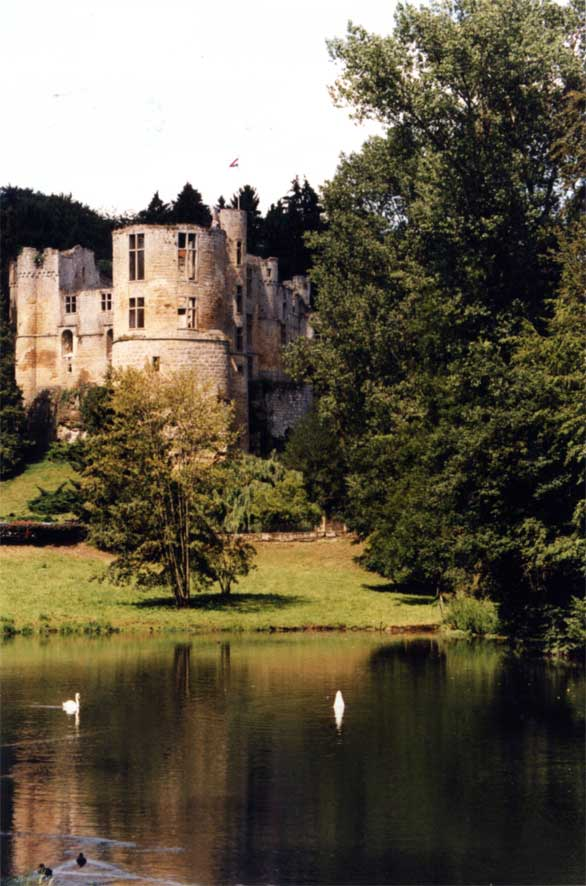
De ruïne van het kasteel van Beaufort
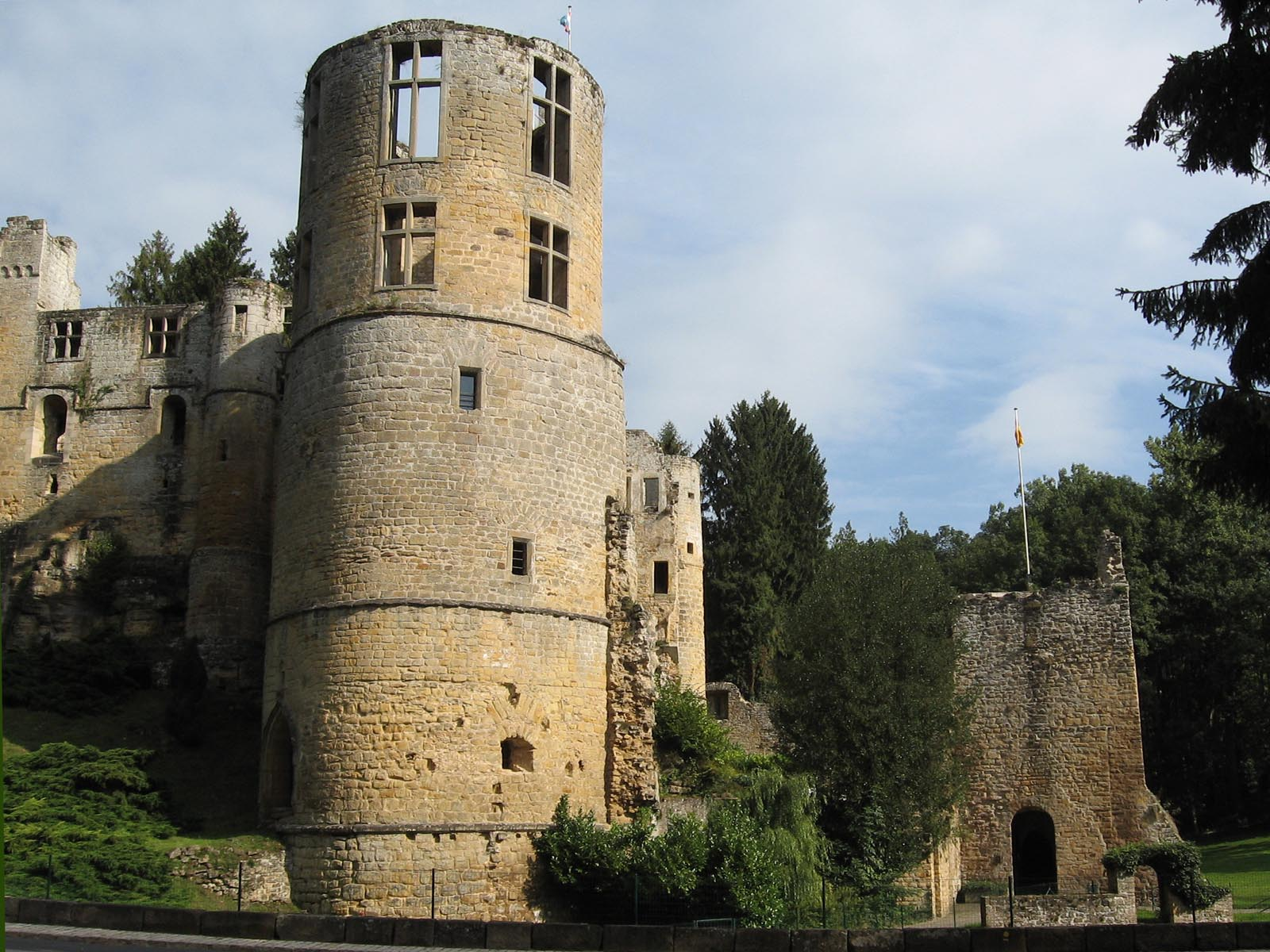
De ruïne van het kasteel van Beaufort
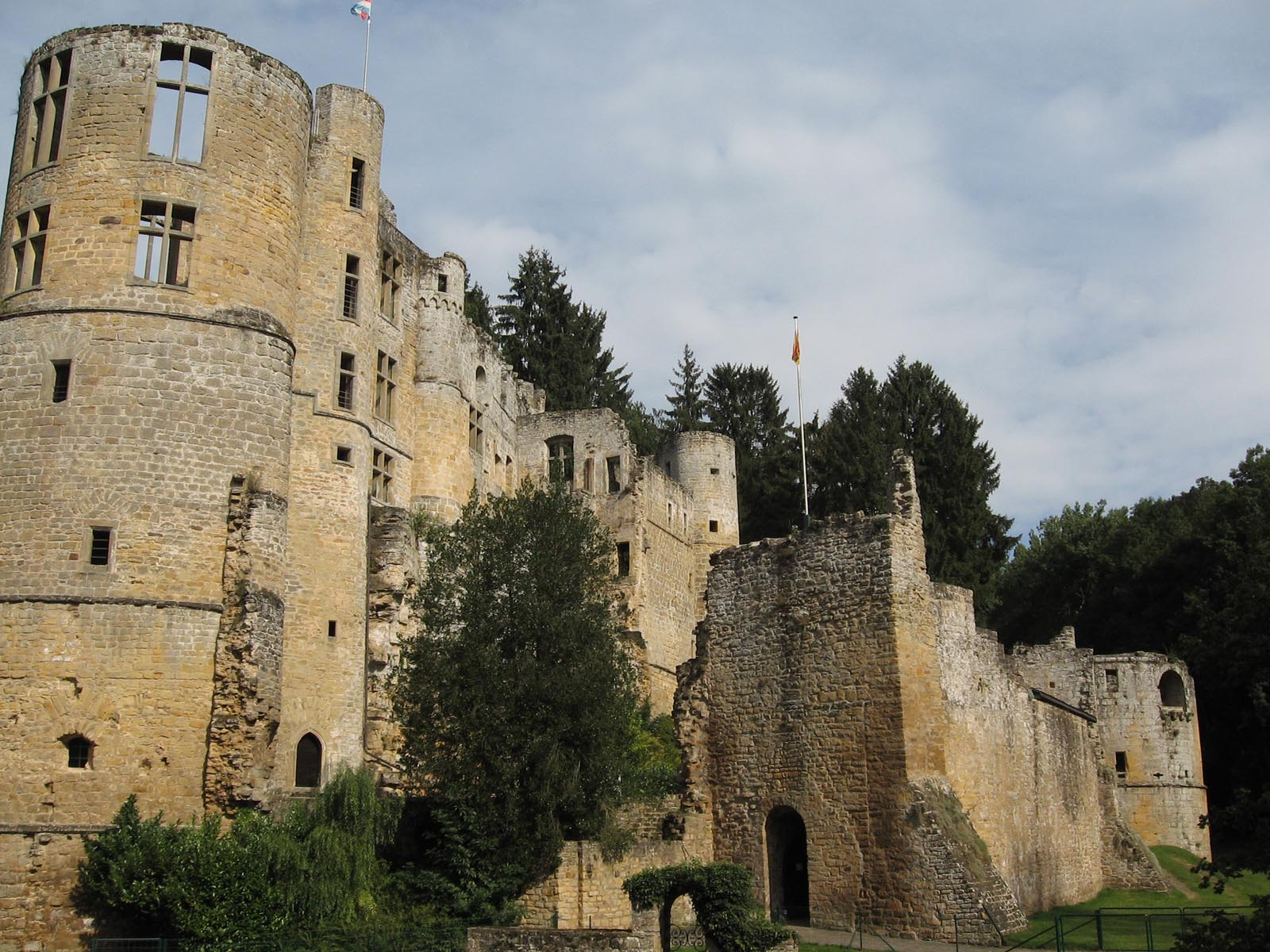
De ruïne van het kasteel van Beaufort
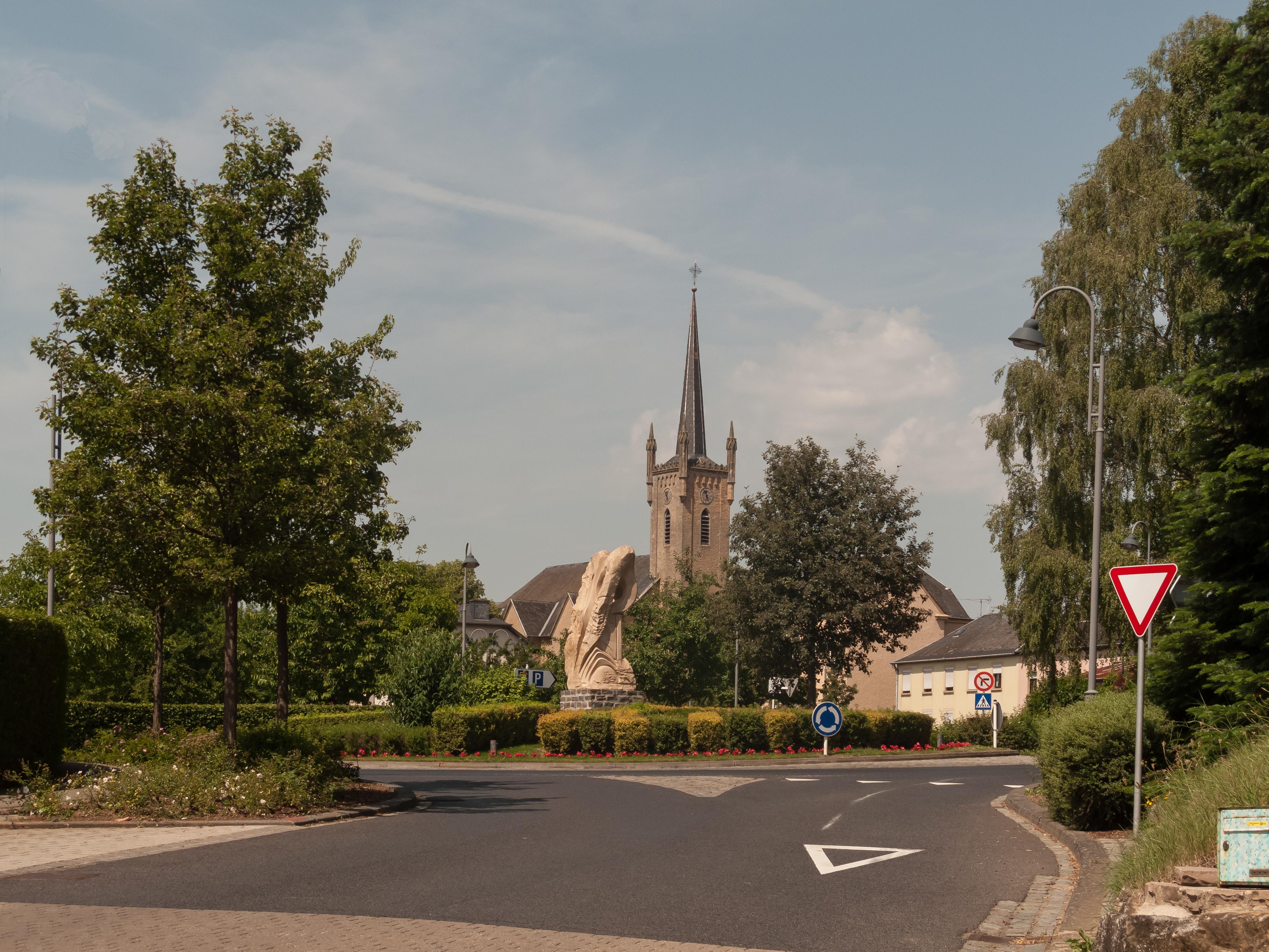
Kerk (l'église Saint-Michel) in straatzicht
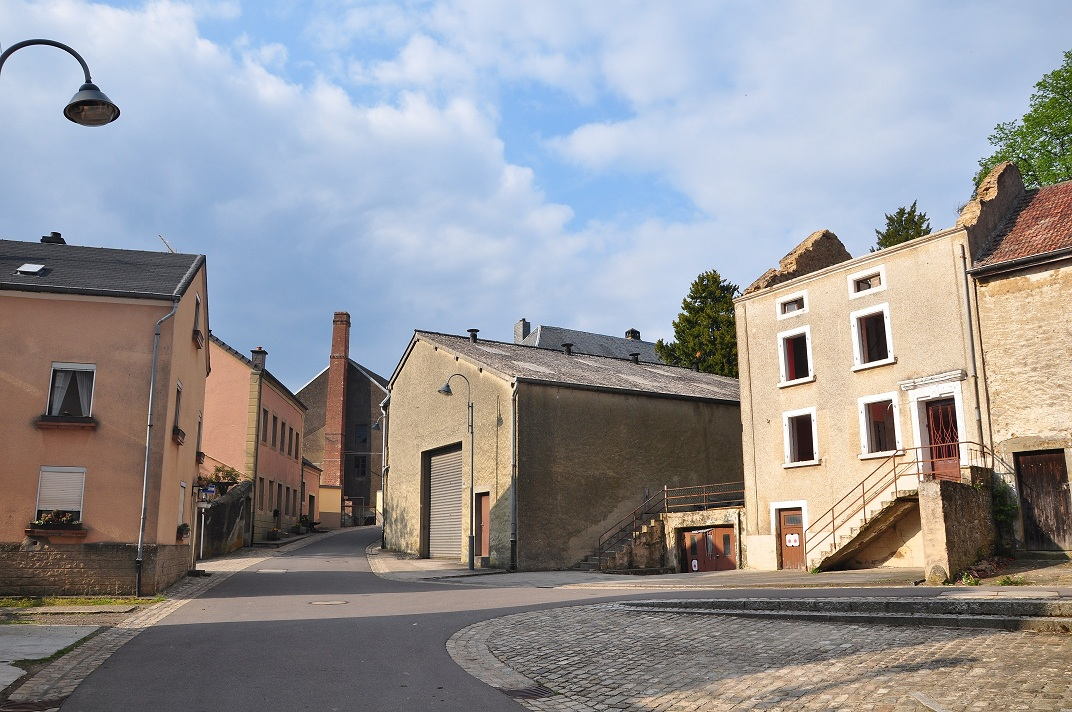
Rue du Bois in het centrum
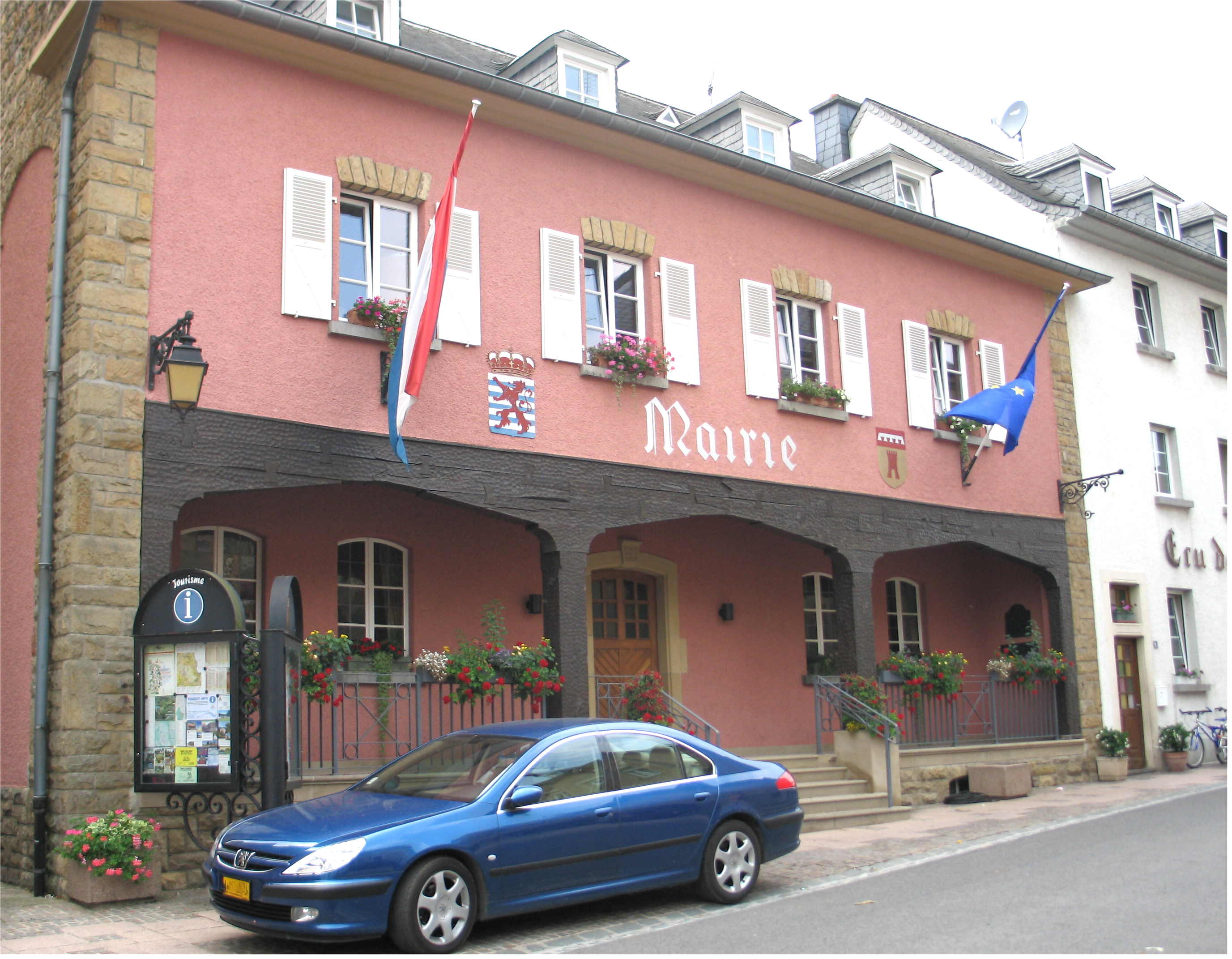
Stadhuis van Beaufort
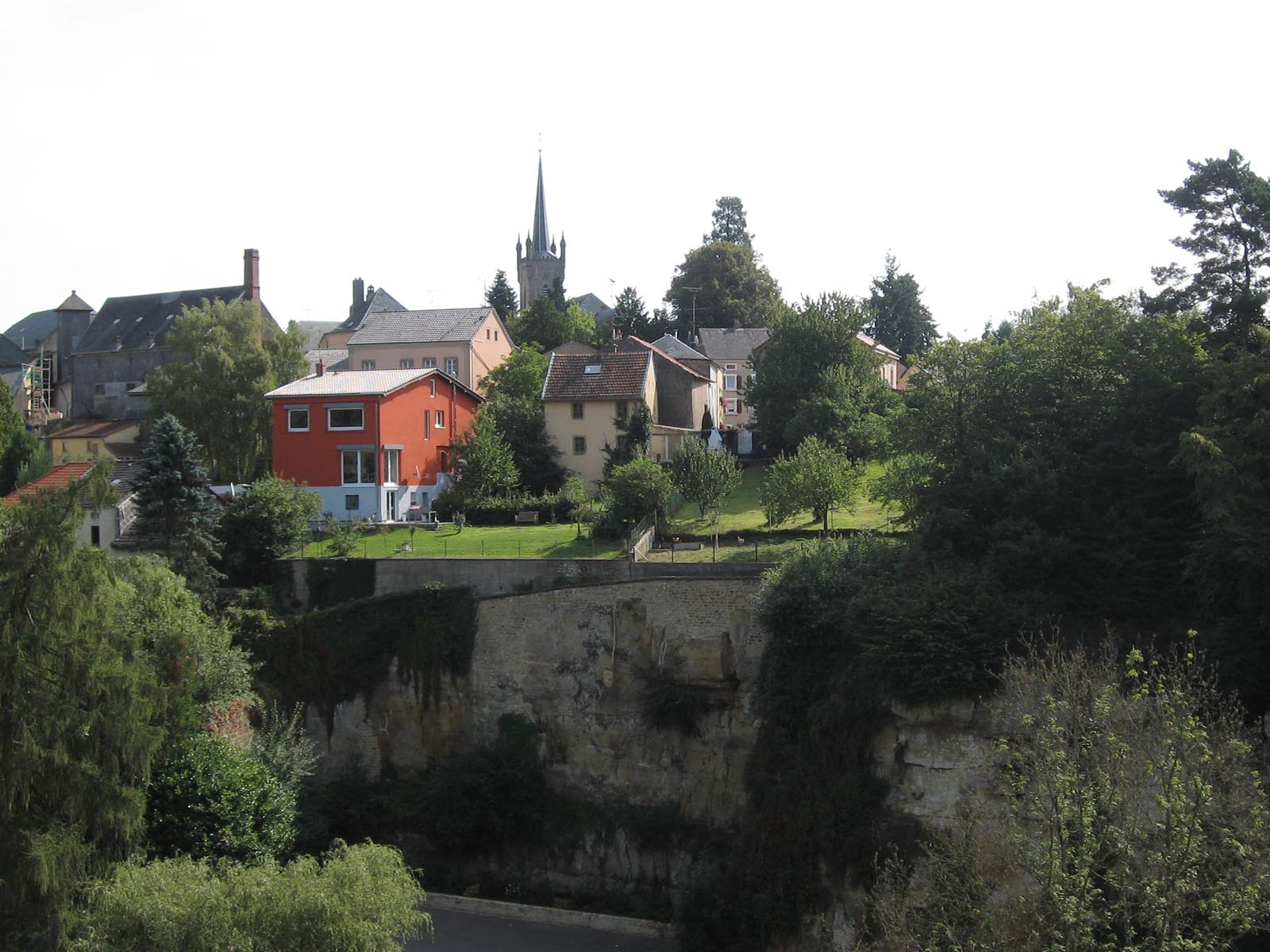
Zicht op Beaufort

## Geboren
- Joseph-Germain Strock (1865-1923), kunstschilder